# Macerata Campania
Macerata Campania là một đô thị ở tỉnh Caserta trong vùng Campania của Ý, có vị trí cách khoảng 25 km về phía bắc của Napoli và khoảng 6 km về phía tây của Caserta. Tại thời điểm ngày 31 tháng 12 năm 2004, đô thị này có dân số 10.410 người và diện tích là 7,6 km².
Đô thị Macerata Campania có các frazione (đơn vị cấp dưới) Caturano e Casalba.
Macerata Campania giáp các đô thị: Casagiove, Casapulla, Curti, Marcianise, Portico di Caserta, Recale, Santa Maria Capua Vetere.